# Josée Auclair
Pour les articles homonymes, voir Auclair.
Josée Auclair (née le 20 mai 1962 à Sherbrooke au Québec) est une fondeuse canadienne. Elle habite avec son époux Richard Weber et leurs deux fils, Tessum  et Nansen en Outaouais au Québec.

## Biographie
Josée a commencé à skier à l’âge de dix ans et a commencé les compétitions à l’âge de 14 ans. Elle a été membre de l’équipe nationale canadienne de ski de fond pendant plusieurs années et a été appelée à représenter le Canada lors de championnats internationaux, notamment en Suède et en Allemagne. Entre 1979 et 1982, Josée a remporté 4 titres nationaux à des compétitions de 5 km et 7,5 km puis, pendant ses trois années d'études à l'Université du Vermont, elle a été membre de l'équipe de relais qui remporte les honneurs à de multiples reprises.
À cinq reprises entre 1999 et 2004, Josée s’est rendue au Pôle Nord à ski dans le cadre des expéditions commerciales du “dernier degré” mises sur pied par Canadian Arctic Holidays, la compagnie d'aventures arctiques pour laquelle elle opère avec son époux. Pour quatre de ces expéditions, elle a agi en tant qu'assistant-guide alors qu'en avril 2001, c'est à titre de chef d'expédition qu'elle a guidé le tout premier groupe de l'histoire composé uniquement de femmes qui, à partir d’une base russe a franchi à ski le dernier degré jusqu’au Pôle Nord. À l’hiver 2006, Josée a repris le rôle de chef d'expédition pour un groupe de 9 personnes se dirigeant du Pôle Nord vers Ward Hunt au nord de l'île d'Ellesmere au Canada. Le 27 avril, le groupe qui s'était frayé un chemin jusqu'à la latitude 88° 50′ a dû être évacué et ramené par hélicoptère à la station russe Borneo, les conditions étant rendues beaucoup trop risquées mettant ainsi leur sécurité en jeu. En janvier 2007, Josée s’est rendue pour la première fois sur le continent Antarctique où elle a guidé un groupe de 4 femmes lors d’une expédition à ski qui avait pour but de parcourir le dernier degré jusqu’au Pôle Sud. Elle devient ainsi la première canadienne à avoir guidé des expéditions tant au Pôle Nord qu’au Pôle Sud.
Josée a fréquemment voyagé en Arctique en plus d'assister son époux, Richard et le partenaire de ce dernier, Mikhail (Misha) Malakhov, lors de nombreuses expéditions. Elle a ainsi participé activement aux préparatifs entourant quatre expéditions majeures au Pôle Nord. Richard et Josée ont à leur crédit plus de 20 ans d'expérience et plus de 45 expéditions en Arctique (dont 13+ au Pôle Nord).
La famille Weber-Auclair opère également Arctic Watch, la base de plein air la plus septentrionale du Canada située à Cunningham Inlet sur l'île Somerset au Nunavut.

## Diplôme
- Baccalauréat en botanique de l’Université du Vermont
- Certificat en enseignement de l’Université du Québec

## Expéditions au Pôle Nord
| Année | Description |
| ----- | --- |
| 1999  | Expédition commerciale du “dernier degré” vers le Pôle Nord en partance de la Russie. Assistant-guide avec Richard Weber |
| 2000  | Expédition commerciale du “dernier degré” vers le Pôle Nord en partance de la Russie. Assistant-guide avec Richard Weber |
| 2001  | Expédition commerciale du “dernier degré” vers le Pôle Nord en partance de la Russie. Chef d’expédition qu’une équipe de 10 femmes d'âges et d'horizons variés et dont la majorité n'avait aucune expérience préalable de l'Arctique. |
| 2003  | Expédition commerciale du “dernier degré” vers le Pôle Nord en partance du Svalbard. Assistant-guide avec Richard Weber |
| 2004  | Expédition commerciale du “dernier degré” vers le Pôle Nord en partance du Svalbard. Assistant-guide avec Richard Weber |
| 2006  | A guidé un groupe de 6 clients, avec l’aide d’un assistant guide, du Pôle Nord jusqu’à la latitude 88° 50′. |

## Expédition au Pôle Sud
| Année | Description |
| ----- | --- |
| 2007  | Chef d'expédition pour un groupe de 4 femmes qui, du 20 janvier au 25 janvier 2007, ont parcouru à ski le trajet entre les latitudes 89° 32′ S et 90°. |

## Autres expéditions en Arctique
| Lieu                     | Année | Description |
| ------------------------ | ----- | --- |
| Île de Baffin            | 1987  | Expédition à ski et traîneau à chiens de Broughton Island à Clyde River - 400 km |
|                          | 1988  | Ouverture d'un nouveau tracé de Okoa Bay à Glacier Lake en traversant la calotte glaciaire Penny, parc national Auyuittuq - 150 km                                                              |
|                          | 1989  | Expédition Chlorophylle. Kayak de mer et production cinématographique dans la région de Pond Inlet                                                                                              |
|                          | 1990  | Randonnée pédestre au sud-est de la communauté de Pond Inlet |
|                          | 1996  | Camping, randonnée pédestre dans la région de Milne Inlet, au nord de l’Île de Baffin et kayak dans la région de Gold Cove                                                                      |
|                          | 1997  | A habité pendant deux mois avec une famille Inuit dans un campement à Gold Cove |
|                          | 1998  | Établissement d'un camp de touristes à Jackman Sound pour la randonnée pédestre, le kayak de mer, observation de la faune + expédition en kayak autour de la pointe sud de la Baie de Frobisher |
| Île d'Ellesmere, Nunavut | 1997  | Expédition à ski de Lake Hazen à l'île Ward Hunt - 250 km. Escalader le mont Arrowhead (Dr. JR Weber a été le premier à en atteindre le sommet en 1956)                                         |
|                          | 1998  | Expédition à ski de l'île d'Ellesmere de Kane Basin jusqu'à Siorapaluk au Groenland - 300 km |

## Distinctions
| Année | Honneur |
| ----- | --- |
| 1983  | L’Université de Sherbrooke lui décerne un certificat de distinction sportive pour sa participation en ski de fond aux Jeux du Canada.    |
| 1986  | L'Université du Vermont lui décerne une “Varsity letter” pour sa participation et son excellence en ski de fond.                         |
| 1986  | L'Eastern Intercollegiate Ski Association lui remet le « All East Ski Team Award » pour ses performances exceptionnelles en ski de fond. |